# Битва при Мальплаке
Битва при Мальплаке́ (фр. Bataille de Malplaquet, англ. Battle of Malplaquet) — сражение войны за Испанское наследство. Является самой крупной битвой XVIII века. В ней участвовало 207 000 солдат при 180 орудиях, погибло и было ранено 44 000 человек.

## Подготовка к сражению
Осенью 1709 года, во время Войны за испанское наследство, французская армия, в состав которой также входили испанские, ирландские и баварские части, шла на помощь своим войскам, осаждённым в крепости Монс. По дороге у деревни Мальплаке французы встретили передовые части союзников (англо-австро-голландская армия под командованием принца Евгения Савойского и герцога Дж. Мальборо). Командующий французскими войсками маршал Франции Виллар приказал перейти к обороне на выгодной позиции в 15 км южнее Монса на высотах между двумя лесами. Близость данной позиции к крепости ставила союзников перед необходимостью отбросить армию Виллара, чтобы продолжать осаду. Заняв удобную позицию длиной в 2-3 км и удачно расставив артиллерию, французы ждали атаки со стороны союзников.
Основу позиции составляли 3 линии насыпных окопов, на флангах в лесах оборудовались засеки и редуты, позволявшие фланкировать огнем все подступы к переднему краю обороны. Артиллерия располагалась впереди первой линии окопов и на флангах. Боевой порядок французской армии состоял из трех линий, две первые линии — пехота, третья линия — кавалерия. Центром командовал маршал Буффлер, правым крылом — генерал д’Артаньян, левым — генерал Лагель (по другим сведениям — генерал Гёсбриан). Замысел Виллара сводился к тому, чтобы упорной обороной измотать союзные войска и нанести им максимальные потери.
Союзники предполагали нанести главный удар своим правым флангом, одновременно направив часть сил в обход противостоящего ему левого фланга французов.
Союзные войска примыкали левым крылом к Ланьерскому лесу, а правым — к селу Сар, перед которым находился Теньерский лес. Правым крылом союзной армии командовал Евгений Савойский, левым крылом и центром — герцог Мальборо. Против французской армии воевали не только превосходящие силы противника, но и лучшие полководцы того времени.

## Ход сражения
Ранним утром 11 сентября 1709 года под прикрытием густого тумана войска союзников вышли на исходные позиции. Когда туман рассеялся, началась канонада с обеих сторон. После этого союзные войска тремя колоннами начали наступление: на деревню Мальплаке, на центр войск противника и на Теньерский лес. Принц Савойский пытался охватить левый фланг армии Виллара. Сражение развернулось не так, как планировали союзники. Их обходящий отряд заблудился в Теньерском лесу. Евгений Савойский был вынужден начать атаку, не дождавшись завершения обходного маневра. Все атаки австрийцев, продолжавшиеся в течение нескольких часов, были отражены массированным огнем французов. Тогда принц Оранский, командовавший голландскими войсками, расположенными в центре позиции союзников, по собственной инициативе атаковал правый фланг противника, но был отброшен с тяжелыми потерями. Чтобы спасти положение, в наступление на центр французской позиции перешли английские и прусские войска, однако успеха также не достигли. Непрерывный штурм продолжался весь день. К вечеру союзная армия на ряде участков вклинилась в оборону противника, но большего добиться не смогла. В этот момент на левом фланге французов появился обходящий отряд. Это поставило под угрозу фланг и тыл французской армии, и солдаты Виллара начали отступать к внутренней опушке леса.
Увидев это, Виллар бросил в бой резерв из 30 батальонов. Союзные войска были остановлены и начали отступать, но в этот момент Виллар получил ранение. Это повлияло на боевой дух французов.
Пока происходил бой у Теньерского леса, Мальборо атаковал правый фланг французов. Его войска завладели окопами противника. Создалась угроза раскола и окружения французской армии. Буффлер, заменивший раненного Виллара, организованно отвел войска.
Союзники не смогли развить успех в первую очередь из-за огромных человеческих потерь. Они потеряли не менее 30 000 человек убитыми и ранеными, а французы отошли от поля сражения на расстояние не более одной мили и заняли там новую позицию.
Сражение при Мальплаке — типичный пример линейной тактики. Достигнутый успех союзников не был закреплен энергичным преследованием. Крупным недостатком союзной армии явилось отсутствие в ней единого командования.

## Последствия сражения
В октябре 1709 года союзники овладели Монсом.
После битвы маршал Виллар послал королю Людовику донесение, вошедшее в историю: «Сир, не отчаивайтесь, еще одна такая „победа“ — и у противника просто не останется войск». Как отмечал военный историк Ханс Дельбрюк, сражение при Мальплаке с тактической точки зрения было несомненной победой союзников, но стратегически в контексте всей кампании этого года победителями остались французы.
После поражения в битве Франция оказалась в сложном положении, однако уже вскоре между союзниками начались серьезные разногласия. Это позволило Франции избежать решительного поражения в войне.